# カグラライ島
カグラライ島(カグラライとう、英語: Cagraray)はフィリピン、ルソン島周辺の島。
ラゴノイ湾とアルバイ湾の間に浮かぶ島の一つでサンミゲル島 (フィリピン)、バタン島、ラプラプ島などと共に一列に連なっており、この島はサン・ミゲル島とバタン島の間に存在する。ルソン島と架橋されている。
アルバイ州に属しており、島の北西部の2地区がマリリポットに、それ以外の大部分がバカカイに属している。
南東部はリゾート開発が進んでおり、以前はミシビス・ベイ・レインツリー、ディスカバリー・ベイ・ミシビスなどとして世界的にも良く知られた知られたミシビス・ベイ・リゾート＆カジノ（Misibis Bay Resort & Casino）と言うホテルが存在している。